# Reflection Eternal
I Reflection Eternal sono un duo hip hop statunitense formatosi nel 1996 e composto dal rapper Talib Kweli e dal produttore Hi-Tek.
Nel 2000 il duo pubblica Train of Thought: l'album, a cui partecipano anche Dave Chappelle, Kool G Rap, De La Soul, Xzibit e Mos Def, ottiene un plauso universale da parte della critica. Nel 2009 esce il mixtape The RE:Union che vede la collaborazione di grandi artisti della scena hip hop quali Nas, Jay-Z, J. Cole, Jay Electronica, Common, Mos Def, Royce da 5'9", Termanology, Styles P, Kanye West, Statik Selektah, Erykah Badu e Ghostface Killah. Nel 2010 esce Revolutions per Minute, le collaborazioni sono minori ma restano di livello: partecipano al secondo album in studio del duo, Bun B, Estelle, Jay Electronica, J. Cole, Mos Def e Bilal. Così come il precedente, questo prodotto del duo è apprezzato dagli addetti ai lavori ed entra nella Billboard 200.

## Discografia
Album
- 2000 - Train of Thought
- 2010 - Revolutions per Minute

Mixtape
- 2009 - The RE:Union